# 남릉군
남릉군(南陵郡)은 남북조시대 양나라때 설치된 군현제시기 중국의 옛 군, 혹은 당나라 천보연간 군현제가 실시되었던 시절 두어진 옛 군을 일컫는다.

## 남북조시대의 군
525년(양 무제 보통 6년) 선성군, 회남군등지의 현이 분리되어 신설되었다. 치소는 남릉현에 두었다. 남릉군은 진나라때 북강주(北江州)로 분리되었다. 그러나 589년(수 문제 개황 9년), 수나라가 진나라를 멸망시킨 이후, 주현제를 실시하면서 여러 군을 주에 통폐합시키면서 선주(宣州)에 통폐합되었다.
| 현명   | 한자   | 대략적 위치                                | 비고 |
| ------ | ------ | ------------------------------------------ | --- |
| 남릉현 | 南陵縣 | 우후시 판창현 서북 주촌(周村) 일대         | 525년 신설되었다. 진나라의 멸망 이후 본현을 제외한 남릉군의 모든 속현이 본현에 통폐합되었다. |
| 고치현 | 故治縣 |                                            | |
| 정릉현 | 定陵縣 | 츠저우시 칭양현 목진진(木鎭鎭)             | 본래 무호현의 일부였다. 328년(진 성제 함화 3년), 영천군, 양성군지역 주민들이 무호 일대에 정착했을 때 양성군 정릉현이 교치되면서 본현이 만들어졌다. 유송대에는 회남군에 속했다가 525년 본군으로 편입되었다. |
| 임성현 | 臨城縣 | 츠저우시 칭양현 용성진(蓉城鎭) 남          | 243년(오 대제 적오 6년) 신설되었다. |
| 석성현 | 石城縣 | 츠저우시 구이츠구 동산진(銅山鎭) 서북 일대 | 진나라의 멸망이후 남릉현에 통폐합되었다가 598년(수 문제 개황 18년) 추포현(秋浦縣)이라는 이름으로 재설치되었다.                                                                                             |

1. ↑  《수서》 31권 지 제26 지리지 下 양주 선성군
2. ↑  《송서》 35권 지 제25 주군지 1 양주 회남군
3. 1 2  《송서》35권 지 제25 주군지 1 양주 선성군